# Đại hội Thể thao Bãi biển châu Á 2014
Đại hội Thể thao Bãi biển châu Á lần thứ 4 sẽ được tổ chức tại đảo Phuket, Thái Lan. Đại hội Thể thao này ban đầu được lên kế hoạch cho đảo Boracay, Aklan, Philippines, nhưng bị ảnh hưởng bởi sự thay đổi của OCA lưu trữ.
Đại hội Thể thao Bãi biển châu Á sẽ rơi vào cùng một năm của Đại hội Thể thao châu Á lần thứ 17.
Đây sẽ là lần thứ bảy cho Thái Lan để tổ chức một sự kiện đa thể thao cấp châu Á, sau Băng Cốc tổ chức bốn kỳ Đại hội Thể thao châu Á (1966, 1970, 1978 và 1998), một kỳ Đại hội Thể thao Trong nhà châu Á (2005) và một kỳ Đại hội Thể thao Võ thuật châu Á (2009). Tuy nhiên, đây sẽ là lần đầu tiên sự kiện này sẽ không được tổ chức tại Băng Cốc.

## Linh vật

Linh vật chính thức (từ trái sang phải) Sakorn, Sintu, và Samut

Biểu tượng của ba loài rùa biển có tên Sakorn (tiếng Thái: สาคร), Sintu (tiếng Thái: สินธุ์), và Samut (tiếng Thái: สมุทร).
Những tên chia sẻ cùng một ý nghĩa nước.

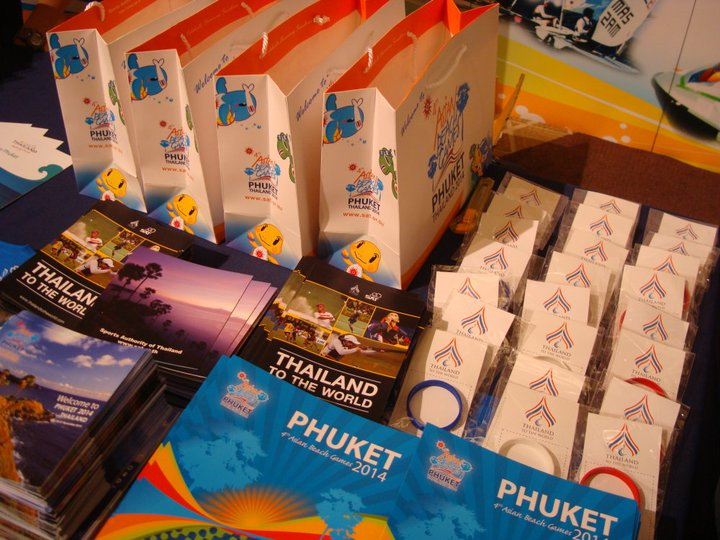
Quan hệ công chúng của Đại hội Thể thao Bãi biển châu Á lần thứ IV

## Thể thao

### Bảng huy chương
Host nation
| 1         | Thái Lan (THA)          | 56  | 37  | 33  | 126 |
| 2         | Trung Quốc (CHN)        | 16  | 11  | 21  | 48  |
| 3         | Iran (IRI)              | 9   | 15  | 7   | 31  |
| 4         | Hàn Quốc (KOR)          | 9   | 14  | 14  | 37  |
| 5         | Việt Nam (VIE)          | 8   | 12  | 20  | 40  |
| 6         | Kazakhstan (KAZ)        | 8   | 9   | 10  | 27  |
| 7         | Indonesia (INA)         | 7   | 7   | 14  | 28  |
| 8         | Nhật Bản (JPN)          | 7   | 5   | 7   | 19  |
| 9         | Mông Cổ (MGL)           | 6   | 0   | 4   | 10  |
| 10        | Bahrain (BRN)           | 5   | 2   | 0   | 7   |
| 11        | UAE (UAE)               | 4   | 3   | 5   | 12  |
| 12        | Đài Bắc Trung Hoa (TPE) | 3   | 8   | 6   | 17  |
| 13        | Hồng Kông (HKG)         | 3   | 2   | 7   | 12  |
| 13        | Philippines (PHI)       | 3   | 2   | 7   | 12  |
| 15        | Uzbekistan (UZB)        | 3   | 0   | 6   | 9   |
| 16        | Pakistan (PAK)          | 2   | 4   | 4   | 10  |
| 17        | Liban (LIB)             | 2   | 3   | 4   | 9   |
| 18        | Lào (LAO)               | 2   | 2   | 8   | 12  |
| 18        | Qatar (QAT)             | 2   | 2   | 8   | 12  |
| 20        | Ấn Độ (IND)             | 2   | 1   | 7   | 10  |
| 21        | Singapore (SIN)         | 2   | 0   | 2   | 4   |
| 22        | Kuwait (KUW)            | 1   | 4   | 6   | 11  |
| 23        | Turkmenistan (TKM)      | 1   | 3   | 7   | 11  |
| 24        | Syria (SYR)             | 1   | 1   | 6   | 8   |
| 25        | Tajikistan (TJK)        | 1   | 0   | 2   | 3   |
| 26        | Brunei (BRU)            | 1   | 0   | 0   | 1   |
| 26        | Yemen (YEM)             | 1   | 0   | 0   | 1   |
| 28        | Malaysia (MAS)          | 0   | 8   | 8   | 16  |
| 29        | Kyrgyzstan (KGZ)        | 0   | 3   | 3   | 6   |
| 30        | Iraq (IRQ)              | 0   | 2   | 3   | 5   |
| 31        | Afghanistan (AFG)       | 0   | 2   | 2   | 4   |
| 32        | Myanmar (MYA)           | 0   | 1   | 2   | 3   |
| 33        | Ma Cao (MAC)            | 0   | 1   | 0   | 1   |
| 33        | Oman (OMA)              | 0   | 1   | 0   | 1   |
| 35        | Sri Lanka (SRI)         | 0   | 0   | 2   | 2   |
| 36        | Campuchia (CAM)         | 0   | 0   | 1   | 1   |
| 36        | Jordan (JOR)            | 0   | 0   | 1   | 1   |
| 36        | Nepal (NEP)             | 0   | 0   | 1   | 1   |
| Tổng cộng | Tổng cộng               | 165 | 165 | 238 | 568 |

## Quốc gia tham dự
- Afghanistan (0)
- Bahrain (0)
- Bangladesh (0)
- Bhutan (0)
- Brunei (0)
- Campuchia (0)
- Trung Quốc (0)
- CHDCND Triều Tiên (0)
- Hồng Kông (0)
- Ấn Độ (0)
- Indonesia (0)
- Iran (0)
- Iraq (0)
- Nhật Bản (0)
- Jordan (0)
- Kazakhstan (0)
- Hàn Quốc (0)
- Kuwait (0)
- Kyrgyzstan (0)
- Lào (0)
- Liban (0)
- Ma Cao (0)
- Malaysia (0)
- Maldives (0)
- Mông Cổ (0)
- Myanmar (0)
- Nepal (0)
- Oman (0)
- Pakistan (0)
- Palestine (0)
- Philippines (0)
- Qatar (0)
- Ả Rập Xê Út (0)
- Singapore (0)
- Sri Lanka (0)
- Syria (0)
- Đài Bắc Trung Hoa (0)
- Tajikistan (0)
- Thái Lan (0)
- Đông Timor (0)
- Turkmenistan (0)
- UAE (0)
- Uzbekistan (0)
- Việt Nam (0)
- Yemen (0)